# Temporada 2015-2016 del RCD Espanyol
La temporada 2015-2016 del RCD Espanyol es caracteritza per, amb 25.492 socis, continuar el descens en el nombre de socis respecte a la temporada anterior

## Fets destacats
- En 24 de juny de 2015 es va anunciar que Joma Sport seria el patrocinador tècnic per a les següents tres temporades.[5]
- En 9 d'agost es va disputar la 41a edició del Torneig Ciutat de Barcelona, que va guanyar el RCD Espanyol per penals després d'empatar el partit 1-1 contra el Real Betis Balompié, amb una assistència de 15.000 espectadors.[6]
- El 2 de novembre de 2015 els fins llavors màxims accionistes del RCD Espanyol, Daniel Sánchez Llibre i Ramon Condal i Escudé venen prop del 50% del capital, que passa a mans del grup xinès Rastar Group.[7]
- El 14 de desembre de 2015 Sergio González és destituït i substituït per Constantin Gâlcă.[2]
- L'1 de gener de 2016 un cop resolt el contracte amb Power8, l'estadi va passar a denominar-se RCDE Stadium.[3]
- El 14 de gener de 2016 l'equip fou eliminat en vuitens de final de la copa del rei pel FC Barcelona.[8]
- El 19 de gener de 2016 Daniel Sánchez Llibre i Ramon Condal i Escudé van formalitzar la venda del 56% de les accions al grup xinès Rastar de Chen Yansheng.[1]
- El 22 de gener Òscar Perarnau dimiteix com a director esportiu.[9]
- El 19 de maig de 2016 l'Espanyol guanya la Copa Cine Center en vèncer el Club Blooming a Bolívia per 1 a 3.[10]
- El 22 de maig de 2016 l'Espanyol empata a zero davant el Club Bolívar en el segon partit de la gira boliviana.[11]

## Resultats i Classificació
- Lliga d'Espanya: Tretzena posició amb 43 punts (38 partits, 12 victòries, 7 empats, 19 derrotes, 40 gols a favor i 74 en contra).
- Copa del Rei: Setzens de final. Eliminà el Llevant UE a trentadosens de final, però fou derrotat pel FC Barcelona a setzens.

## Plantilla
| P   | D  | Jugador                    | Lliga | Lliga | Copa d'Espanya | Copa d'Espanya |
| P   | D  | Jugador                    | PJ    | G     | PJ             | G              |
| --- | -- | -------------------------- | ----- | ----- | -------------- | -------------- |
| POR | 13 | Pau López                  | 36    | -62   | 2              | -5             |
| POR | 1  | Giedrius Arlauskis         | 3     | -12   | -              | -              |
| POR | 1  | Francesco Bardi            | -     | -     | 2              | -3             |
| POR | 26 | Andrés Prieto              | -     | -     | -              | -              |
| DEF | 22 | Álvaro González            | 36    | -     | 2              | -              |
| DEF | 6  | Enzo Roco                  | 33    | 2     | 2              | -              |
| DEF | 16 | Javi López ( Capità)       | 31    | -     | 2              | -              |
| DEF | 5  | Víctor Álvarez (3r capità) | 27    | 1     | 2              | -              |
| DEF | 3  | Rubén Duarte               | 22    | -     | 3              | -              |
| DEF | 24 | Duarte                     | 14    | 1     | -              | -              |
| DEF | 18 | Rafael Fuentes             | 10    | -     | -              | -              |
| DEF | 2  | Rober Correa               | 7     | -     | 2              | -              |
| DEF | 23 | Anaitz Arbilla             | 7     | -     | -              | -              |
| DEF | 24 | Antonio Raillo             | 4     | -     | 2              | -              |
| DEF | 15 | Michaël Ciani              | 2     | -     | 2              | -              |
| DEF | 27 | Lluís López                | -     | -     | -              | -              |
| MIG | 25 | Marco Asensio              | 34    | 4     | 3              | -              |
| MIG | 4  | Víctor Sánchez (2n capità) | 29    | 1     | 2              | -              |
| MIG | 9  | Burgui                     | 26    | 1     | 4              | 1              |
| MIG | 10 | Abraham González           | 20    | 1     | 2              | -              |
| MIG | 8  | Salva Sevilla              | 15    | 1     | 4              | -              |
| MIG | 14 | José Alberto Cañas         | 13    | -     | 1              | -              |
| MIG | 19 | Joan Jordán                | 9     | 1     | 3              | -              |
| MIG | 11 | Francesc Montañés          | 7     | -     | 2              | -              |
| MIG | 12 | Pape Diop                  | 30    | 3     | 2              | -              |
| DAV | 7  | Gerard Moreno              | 32    | 7     | 4              | -              |
| DAV | 17 | Hernán Pérez               | 32    | 7     | 1              | -              |
| DAV | 20 | Felipe Caicedo             | 31    | 8     | 3              | 2              |
| DAV | 28 | Mamadou                    | 14    | -     | 3              | 1              |
| DAV | 32 | Rufo                       | -     | -     | 1              | -              |

Els equips espanyols estan limitats a tenir en la plantilla un màxim de tres jugadors sense passaport de la Unió Europea. La llista inclou només la principal nacionalitat de cada jugador; alguns jugadors no europeus tenen doble nacionalitat d'algun país de la UE:

### Equip tècnic
- Entrenador: 
 Sergio González Soriano (fins al 14 de desembre de 2015) 
 Constantin Gâlcă (des del 14 de desembre de 2015).[2]
- Segon entrenador:  Diego Ribera Ramírez
- Entrenador de porters:  Tommy N'Kono
- Assistent tècnic:  Toni Borrell
- Doctor:  Antonio Turmo Garuz
- Preparador físic:  Miguel Gomila
- Preparador físic:  Sergio Dorado Cabello

### Altes
| N. | Pos. | Nac. | Jugador                                               |
| -- | ---- | --- | ----------------------------------------------------- |
| 1  | POR  | [[Fitxer:Flag of Italy.svg\|23x15px\|border \|alt=Itàlia\|link=Selecció de futbol d'Itàlia\|{{#if:\|]]                                   | Francesco Bardi de l'Inter de Milà                    |
| 1  | POR  | [[Fitxer:Flag of Lithuania.svg\|23x15px\|border \|alt=Lituània\|link=Selecció de futbol de Lituània\|{{#if:\|]]                          | Giedrius Arlauskis del Watford FC                     |
| 6  | DEF  | [[Fitxer:Flag of Chile.svg\|23x15px\|border \|alt=Xile\|link=Selecció de futbol de Xile\|{{#if:\|]]                                      | Enzo Roco del Club Deportivo O'Higgins (cedit)        |
| 7  | DAV  | [[Fitxer:Flag of Catalonia.svg\|23x15px\|border \|alt=Catalunya\|link=Selecció de futbol de Catalunya\|{{#if:\|]]                        | Gerard del Vila-real Club de Futbol.                  |
| 9  | MIG  | [[Fitxer:Flag of Spain.svg\|23x15px\|border \|alt=Espanya\|link=Selecció de futbol d'Espanya\|{{#if:\|]]                                 | Burgui del Reial Madrid Club de Futbol (cedit)        |
| 12 | MIG  | [[Fitxer:Flag of Senegal.svg\|23x15px\|border \|alt=Senegal\|link=Selecció de futbol del Senegal\|{{#if:\|]]                             | Pape Diop                                             |
| 15 | DEF  | [[Fitxer:Flag of France (1794–1815, 1830–1974).svg\|23x15px\|border \|alt=França\|link=Selecció de futbol de França\|{{#if:\|]]          | Michaël Ciani del Sporting Clube de Portugal          |
| 17 | MIG  | [[Fitxer:Flag of Spain.svg\|23x15px\|border \|alt=Espanya\|link=Selecció de futbol d'Espanya\|{{#if:\|]]                                 | Hernán Pérez del Vila-real Club de Futbol (cedit)     |
| 24 | DEF  | [[Fitxer:Flag of Costa Rica.svg\|23x15px\|border \|alt=Costa Rica\|link=Selecció de futbol de Costa Rica\|{{#if:\|]]                     | Duarte                                                |
| 25 | MIG  | [[Fitxer:Flag of the Balearic Islands.svg\|23x15px\|border \|alt=Illes Balears\|link=Selecció de futbol de les Illes Balears\|{{#if:\|]] | Marco Asensio del Reial Madrid Club de Futbol (cedit) |
| 27 | DEF  | [[Fitxer:Flag of Catalonia.svg\|23x15px\|border \|alt=Catalunya\|link=Selecció de futbol de Catalunya\|{{#if:\|]]                        | Lluís López                                           |
| 28 | DAV  | [[Fitxer:Flag of Senegal.svg\|23x15px\|border \|alt=Senegal\|link=Selecció de futbol del Senegal\|{{#if:\|]]                             | Mamadou                                               |

### Baixes
| N. | Pos. | Nac. | Jugador                                            |
| -- | ---- | --- | -------------------------------------------------- |
| 1  | POR  | [[Fitxer:Flag of Italy.svg\|23x15px\|border \|alt=Itàlia\|link=Selecció de futbol d'Itàlia\|{{#if:\|]]              | Francesco Bardi                                    |
| 2  | DEF  | [[Fitxer:Flag of Brazil.svg\|23x15px\|border \|alt=Brasil\|link=Selecció de futbol del Brasil\|{{#if:\|]]           | Felipe Mattioni                                    |
| 8  | DAV  | [[Fitxer:Flag of Uruguay.svg\|23x15px\|border \|alt=Uruguai\|link=Selecció de futbol de l'Uruguai\|{{#if:\|]]       | Christian Stuani                                   |
| 9  | DAV  | [[Fitxer:Flag of Catalonia.svg\|23x15px\|border \|alt=Catalunya\|link=Selecció de futbol de Catalunya\|{{#if:\|]]   | Sergio García                                      |
| 13 | POR  | [[Fitxer:Flag of Catalonia.svg\|23x15px\|border \|alt=Catalunya\|link=Selecció de futbol de Catalunya\|{{#if:\|]]   | Kiko Casilla al Reial Madrid Club de Futbol        |
| 15 | DEF  | [[Fitxer:Flag of Mexico.svg\|23x15px\|border \|alt=Mèxic\|link=Selecció de futbol de Mèxic\|{{#if:\|]]              | Héctor Moreno al PSV Eindhoven                     |
| 17 | DAV  | [[Fitxer:Flag of Spain.svg\|23x15px\|border \|alt=Espanya\|link=Selecció de futbol d'Espanya\|{{#if:\|]]            | Lucas Vázquez torna al Reial Madrid Club de Futbol |
| 19 | DEF  | [[Fitxer:Flag of Argentina.svg\|23x15px\|border \|alt=Argentina\|link=Selecció de futbol de l'Argentina\|{{#if:\|]] | Diego Colotto al Middlesbrough Football Club       |
| 24 | DEF  | [[Fitxer:Flag of Spain.svg\|23x15px\|border \|alt=Espanya\|link=Selecció de futbol d'Espanya\|{{#if:\|]]            | Antonio Raillo                                     |
| 29 | DAV  | [[Fitxer:Flag of Spain.svg\|23x15px\|border \|alt=Espanya\|link=Selecció de futbol d'Espanya\|{{#if:\|]]            | Jairo Morillas al Girona Futbol Club (cedit)       |
| 32 | MIG  | [[Fitxer:Flag of Spain.svg\|23x15px\|border \|alt=Espanya\|link=Selecció de futbol d'Espanya\|{{#if:\|]]            | Julián Luque al Club Deportivo Guijuelo            |